# 得意黑
得意黑（英語：Smiley Sans）是一款于2022年11月15日发布的中英文开源美术窄斜体无衬线字体，由哔哩哔哩UP主oooooohmygosh与字体设计事务所atelierAnchor锚坞共同开发。
得意黑的倾斜度为6°，其特点是含有大弧度的弯钩造型，而作者希望名字里面就有典型的弯钩造型，「得意」二字便得名于此。
得意黑遵循SIL开源字体授权1.1协议。作者称希望通过自己的行动带动更多的人设计免费商用字体，并计划长期更新维护，增加正体、粗体等更多样式。